# 75-graphe de Zamfirescu
Le 75-graphe de Zamfirescu est, en théorie des graphes, un graphe possédant 75 sommets et 120 arêtes. Ses créateurs sont deux mathématiciens roumains : Carol Zamfirescu et Tudor Zamfirescu.

## Propriétés

### Propriétés générales
Le diamètre du 75-graphe de Zamfirescu, l'excentricité maximale de ses sommets, est 9, son rayon, l'excentricité minimale de ses sommets, est 8 et sa maille, la longueur de son plus court cycle, est 5. Il s'agit d'un graphe 3-sommet-connexe et d'un graphe 3-arête-connexe, c'est-à-dire qu'il est connexe et que pour le rendre déconnecté il faut le priver au minimum de 3 sommets ou de 3 arêtes.

### Coloration
Le nombre chromatique du 75-graphe de Zamfirescu est 3. C'est-à-dire qu'il est possible de le colorer avec 3 couleurs de telle façon que deux sommets reliés par une arête soient toujours de couleurs différentes. Ce nombre est minimal.
L'indice chromatique du 75-graphe de Zamfirescu est 4. Il existe donc une 4-coloration des arêtes du graphe telles que deux arêtes incidentes à un même sommet soient toujours de couleurs différentes. Ce nombre est minimal.

### Propriétés algébriques
Le polynôme caractéristique  de la matrice d'adjacence  du 75-graphe de Zamfirescu est : {\displaystyle -(x-3)^{5}(x-1)^{24}x^{5}(x+1)^{6}(x+2)^{15}(x^{2}-6)^{4}(x^{2}-2x-4)(x^{2}+x-4)^{5}}.